# Joseph Magliocco
Joseph „Joe Malayak“ Magliocco (* um 1898 in Castellammare del Golfo; † 28. Dezember 1963) war ein US-amerikanischer Mobster. Von 1962 bis 1963 war er das Oberhaupt einer der Fünf Familien der La Cosa Nostra in New York City, die später als „Colombo-Familie“ klassifiziert und zu seiner Zeit die „Profaci Family“ genannt wurde.

## Biografie
Magliocco diente erst als „Underboss“ seines Cousins zweiten Grades und Schwagers Joseph Profaci und wurde sowohl auf dem National-Crime-Syndicate-Treffen am 5. Dezember 1928 im Statler Hotel in Cleveland, als auch auf dem „Apalachin-Meeting“ vom 17. November 1957 verhaftet.

### Oberhaupt der Familie
Als Profaci am 2. Juni 1962 an Leberkrebs verstarb, übernahm Magliocco die Kontrolle über die Familie, welche sich gerade in einem Krieg mit den Gallo-Brüdern (am bekanntesten: Joseph „Crazy Joe“ Gallo) befand – dem sogenannten „Gallo-Profaci War“. Er war ausgebrochen, als die Gallos zu der Meinung gelangt waren, Profaci würde sich einen zu großen Anteil am illegalen Geschäft sichern. Zudem hatte Joseph Profaci Frank Abbatemarco – ein Mitglied der Gallo-Crew – für seine Illoyalität ermorden lassen.
Im Verlauf dieser Auseinandersetzungen kam es im Februar 1961 zur Entführung einiger von Profacis Leuten, darunter auch Magliocco. Die Geiseln wurden erst freigelassen, als beide Seiten einen Kompromiss aushandeln konnten. Doch als Magliocco Boss der Familie wurde, flammten die Feindseligkeiten wieder auf. Es kam zu Anschlägen und Überfällen auf die Leute von Magliocco, unter anderem in Form von Autobomben und drive-by shootings. Der Krieg endete 1963, als der größte Teil der Gallos, darunter Joe Gallo selbst, verhaftet und zu teilweise mehrjährigen Haftstrafen verurteilt wurden.
Endgültig endete der Konflikt durch die Ermordung von Joe Gallo am 7. April 1972; möglicherweise war dies die Bestrafung für das letztendlich tödliche Attentat auf das Oberhaupt Joseph Colombo im Jahr 1971, das diesen in ein Koma sinken ließ, aus dem er nicht mehr erwachte und 1978 verstarb.

### Bündnis mit Bonanno
1963 verbündete sich Joseph Bonanno, der Kopf der Bonanno-Familie, mit Magliocco, um die konkurrierenden Bosse Tommy Lucchese, Carlo Gambino und Stefano Magaddino zu ermorden und so mit Magliocco das National Crime Syndicate zu dominieren. Magliocco wandte sich an Joseph Colombo, um die Anschläge zu organisieren, doch dieser entschied sich Magliocco zu verraten.
Während Bonanno floh, um der Bestrafung durch die „Commission“ (der „Exekutive“ des National Crime Syndicate) zu entgehen, wurde Magliocco Gelegenheit gegeben, sich zu äußern. Obwohl er eine schwere Bestrafung erwarten konnte, wurde er angesichts seines angeschlagenen Gesundheitszustands verschont. Er zahlte eine Strafe von 50.000 $ und trat als Boss zurück. Sein Nachfolger wurde Joseph Colombo.
Magliocco starb am 28. Dezember 1963 an einem Herzinfarkt aufgrund zu hohen Blutdrucks.